# Jovem Guarda
A Jovem Guarda foi um movimento cultural brasileiro surgido em meados da década de 1960, que mesclava música, comportamento e moda, traduzindo-se, portanto, em um estilo ou gênero musical, em um modo de comportamento, e em um modo de vestir.
Consolidado com este nome em 22 de agosto de 1965, a partir da estreia do programa televisivo Jovem Guarda exibido pela TV Record, em São Paulo, apresentado pelo cantor e compositor Roberto Carlos, conjuntamente com o também cantor e compositor Erasmo Carlos e da cantora Wanderléa, deu origem a toda uma nova linguagem musical e comportamental no Brasil. Sua alegria e descontração transformaram-na em um dos maiores fenômenos nacionais do século XX.
Sua principal influência era o rock and roll do final da década de 1950 e início dos 1960 e o soul da Motown. Grande parte de suas letras tinham temáticas amorosas, adolescentes e açucaradas - algumas das quais, versões de hits do rock britânico e norte-americanos da época.
Por essa inspiração, a Jovem Guarda tornou-se o primeiro movimento musical no país que pôs a música brasileira em sintonia com o fenômeno internacional do rock da época, catalisado especialmente pelos Beatles. Os músicos e cantores começaram a fazer versões de músicas estrangeiras com letras próprias em português para lançar como se fossem suas, para depois compor suas próprias musicas em uma segunda fase.
Além de Roberto, Erasmo e Wanderléa, destacaram-se no movimento artistas como Ronnie Von, Eduardo Araújo e Sylvinha Araújo, Wanderley Cardoso, Jerry Adriani, Martinha, Vanusa, Rossini Pinto, Leno e Lílian, Evinha (Trio Esperança), Deny e Dino, Paulo Sérgio, Dick Danello, Agnaldo Rayol, Reginaldo Rossi, Sérgio Reis, Antônio Marcos, José Roberto, Márcio Greyck, Sérgio Murilo, Waldirene, Arthurzinho, Ed Wilson, Ronnie Cord, Ary Sanches, José Ricardo, Jorge Ben Jor, Tim Maia, Bobby de Carlo, Jean Carlo, George Freedman, além de bandas como Golden Boys, Renato e Seus Blue Caps, Lafayette e seu Conjunto, Os Incríveis, Os Vips, Os Jovens, The Pops e The Fevers.
Fenômeno midiático que arrastou multidões, também designado como iê-iê-iê, em alusão direta à expressão yeah-yeah-yeah presente em sucessos dos Beatles, a Jovem Guarda era vista com restrições por setores da crítica, uma vez que sua música era considerada alienada pelo público engajado, mais afeito, primeiro à bossa nova e, depois, às canções de protesto dos festivais.

## Origens
O programa "Jovem Guarda" foi uma criação da agência de propaganda Magaldi, Maia e Prosperi para a grade de programação da TV Record. A demanda veio com a proibição das transmissões ao vivo das partidas de futebol aos domingos.
Os idealizadores do programa inspiraram-se em uma frase do revolucionário russo Vladimir Lenin, onde dizia "O futuro pertence à jovem guarda porque a velha está ultrapassada". Eles vincularam a expressão com a imagem dos então emergentes cantores Roberto Carlos, Erasmo Carlos e Wanderléa.

## Auge e fim

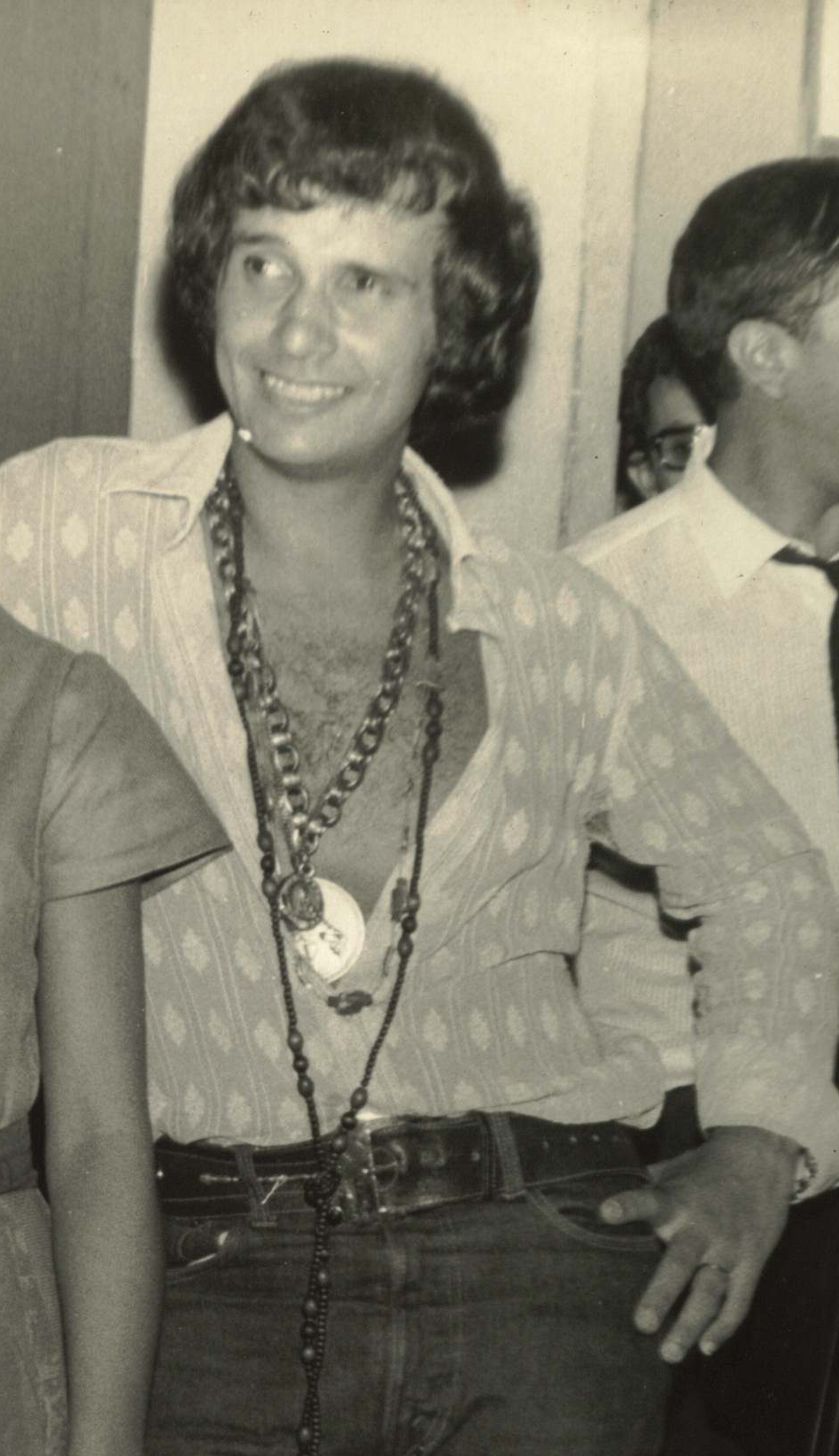
Roberto Carlos, principal ídolo da Jovem Guarda.

Amparado por gravadoras e campanhas publicitárias, rapidamente o movimento repercutiu em termos de vantagens e de popularização dos seus ídolos. Fenômeno de audiência, o programa de auditório levava ao Teatro Record centenas de jovens, atraídos pelo trio Roberto-Erasmo-Wanderléa, além de artistas convidados. No ápice da sua popularidade, chegou a atingir 3 milhões de espectadores só em São Paulo - fora as cidades para onde chegava em videotape, como as capitais Rio de Janeiro, Belo Horizonte, Porto Alegre e Recife.
Mais do que um fenômeno televisivo, a Jovem Guarda impulsionou o lançamento de discos, roupas e diversos acessórios. Todo um comportamento jovem daquele período foi formatado a partir do programa e seus apresentadores. O modo de se vestir (calças colantes de duas cores em formato boca-de-sino, cintos e botinhas coloridas, minissaia com botas de cano alto) bem como as gírias e expressões ("broto", "carango", "legal", "coroa", "barra limpa", "lelé da cuca", "mancada", "pão", "papo firme", "maninha", "pinta", "pra frente", e a clássica "é uma brasa, mora?") viraram referência para muitos adolescentes do período.
No final de 1968, Roberto Carlos deixou o programa de auditório. Sem seu principal ídolo, a TV Record retirou o programa do ar. Desta maneira, o movimento como um todo perdeu força, até que desapareceu no final da década de 1960.

## Legado
Com o fim do movimento, os artistas da Jovem Guarda tomaram três caminhos distintos a partir da década de 1970. Enquanto alguns de seus artistas mantiveram-se identificados com o rock (Os Incríveis, Eduardo Araujo, Erasmo Carlos) e outros se mudaram para a música sertaneja (como Sérgio Reis), a grande maioria deles enveredou-se para a música romântica, de forte apelo popular. Foram os casos de Roberto Carlos, Wanderley Cardoso, Jerry Adriani, Ronnie Von e Reginaldo Rossi (líder, durante a Jovem Guarda, da banda The Silver Jets).
As estética Jovem Guarda, especialmente suas baladas, tiveram grande influência sobre uma nova geração de artistas da música popular brasileira a partir da década de 1970, como Odair José, Diana, em uma vertente que acabou sendo tachada por críticos de "música cafona".
Antes disso, a Jovem Guarda foi a principal responsável pela introdução da guitarra elétrica e do órgão Hammond por Lafayette em gravações de Roberto Carlos, Erasmo Carlos, Wanderléa e a maioria dos artistas da Jovem Guarda, em seus discos com solo de Órgão e também nos bailes com seu conjunto. Na música do Brasil, que acabou incorporada definitivamente com a Tropicália.

## Críticas
A Jovem Guarda foi diversas vezes acusada de se manter afastada das discussões políticas que sacudiam o Brasil durante os primeiros anos da ditadura militar no país. Era considerada música alienada pelo público engajado e setores da crítica mais afeitos a, primeiramente, à bossa nova e, depois, às canções de protesto dos festivais da emergente MPB.